# Alejandro Romano
Alejandro Luis Romano (Buenos Aires, 4 mei 1974)  is een voormalig volleyballer uit Argentinië. Hij nam eenmaal deel aan de Olympische Spelen (1996) en eindigde bij die gelegenheid met de nationale ploeg op de achtste plaats in de eindrangschikking. Onder leiding van bondscoach Daniel Castellani won Romano in 1995 de gouden medaille met de nationale selectie bij de Pan-Amerikaanse Spelen in Mar del Plata. Hij speelde als midden-blokker.